# Raphael Schulte
Raphael Schulte OSB (* 26. April 1925 in Ahlen; † 5. Juli 2017) war ein deutscher Theologe.

## Leben
Nach der Profess 1950 in der Abtei Gerleve und der Priesterweihe 1954 studierte er am Anselmianum (Dr. theol. 1957). Er war Novizenmeister und lehrte als Professor für Dogmatik am Anselmianum und an der Universität Wien (1971 bis 1995).

## Schriften (Auswahl)
- Die Messe als Opfer der Kirche. Die Lehre frühmittelalterlicher Autoren über das eucharistische Opfer. Münster 1959.
- Theologie und Heilsgeschehen. Zur Aufgabe heutiger Dogmatik. Essen 1969.
- In Dir geboren. Vom Kommen Gottes. Freiburg im Breisgau 1984, ISBN 3-451-20258-1.
- Die Herkunft Jesu Christi. Verständnis und Mißverständnis des biblischen Zeugnisses. Eine theologie-kritische Besinnung. Münster 2012, ISBN 3-402-12972-8.